# Feria del libro y del disco vasco de Durango

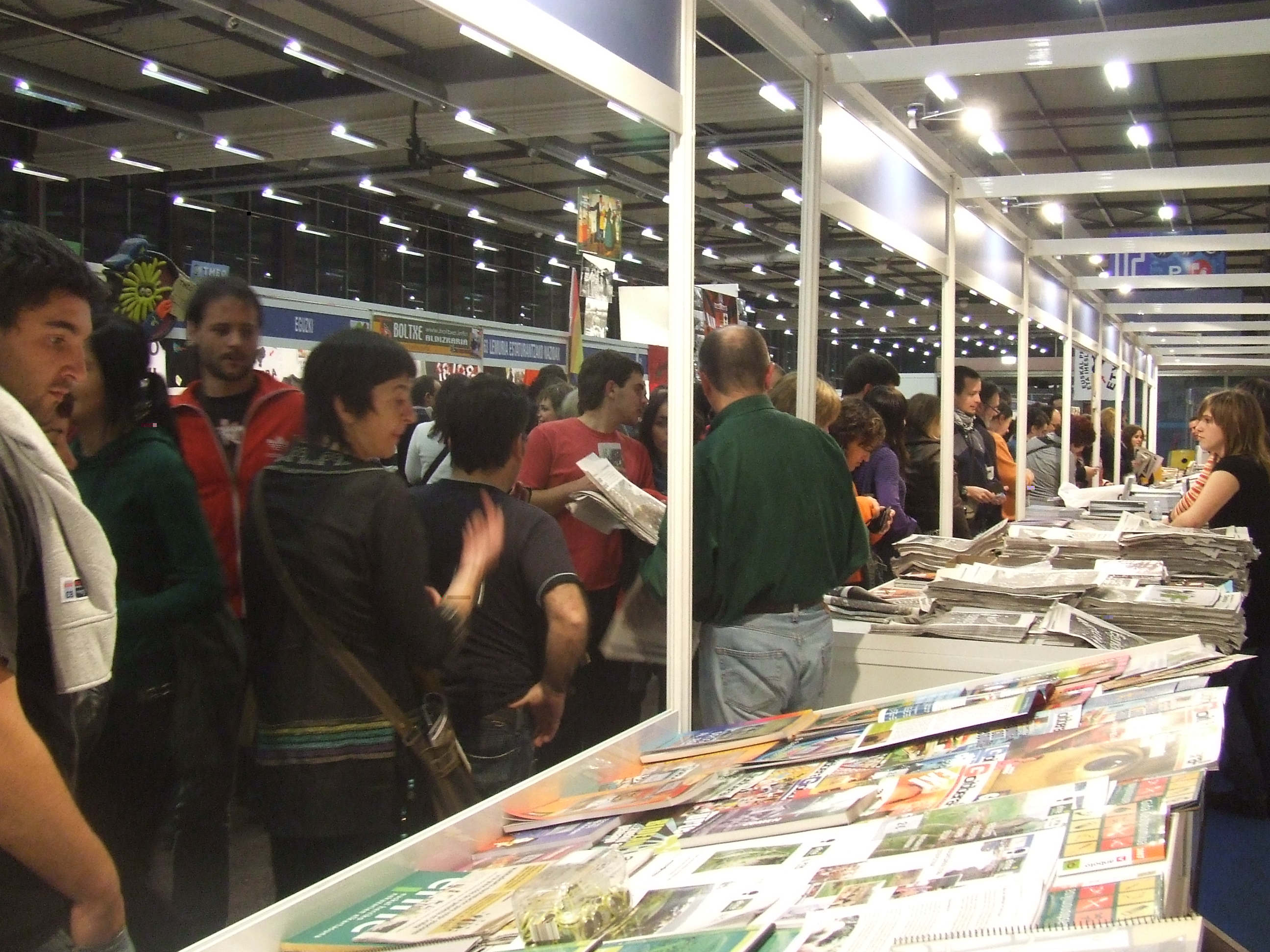
Foto de la Feria de Durango de 2007 tomada desde un stand.

La feria del libro y del disco vasco de Durango (en euskera: Durangoko euskal liburu eta disko azoka) es una feria que se celebra anualmente en la localidad vizcaína de Durango (Vizcaya) (País Vasco, España) durante la primera quincena de diciembre. En ella se exponen las principales novedades editoriales y musicales que se han producido, principalmente en euskera en el último año, así como las ediciones relevantes anteriores. 
Está organizada por la asociación Gerediaga de la vecina localidad de Abadiano y promovida por la Diputación Foral de Vizcaya. Cuenta con ayudas del Gobierno Vasco, del ayuntamiento de Durango, la Diputación Foral de Guipúzcoa, La Diputación Foral de Álava, la caja de ahorros BBK, la Fundación Eroski y LESA (Feria de Lada, Landa Erakustazoka S.A.). Está considerada como el máximo escaparate anual de la cultura vasca y goza de un notable éxito de público; en la edición de 2018 se computaron más de 115.000 visitas  y en la de 2019 se estima que han sido unas 120.000 .

## Historia
Una de las primeras actividades realizadas por la Asociación Gerediaga poco después de su nacimiento fue la de organizar, en 1965, una feria de libro y disco vasco con el fin de dar a conocer los libros y discos que se producían en el País Vasco, así como la de servir como punto de encuentro a los diferentes sectores que trabajan dentro del mundo cultural en lengua vasca.
En la primera celebración de esta feria se instalaron 12 estantes para libros, dos para discos y uno para la Asociación Gerediaga, donde funcionaba la Información y Dirección de la Feria. 
Se editaron 3.000 carteles anunciando el acontecimiento, sellos conmemorativos que se colocaban en los libros vendidos. En el transcurso de la Feria actuaron dantzaris , acordeonistas, txistularis, albokaris, versolaris, un ochote y también se proyectaron películas de temas vascos. Asistió público procedente de los pueblos y caseríos de la merindad y de la ría de Bilbao principalmente, así como numerosos escritores y miembros de entidades culturales como la Real Academia de la Lengua Vasca. En los años siguientes la Feria fue evolucionando con más participación de editoriales, librerías y distribuidoras.
Desde 1974 hasta 1996 la feria se ubicaba en la plaza del Mercado de Durango, aunque poco después, por necesidades de espacio, pasó a realizarse en una gran carpa en los terrenos que posteriormente ocuparía el pabellón multiusos construido ex profeso para este certamen. En el año 2003 se inauguró este pabellón, llamado Landako Erakustazoka; desde entonces se celebra la feria en este recinto. En el año 1980 se comenzó a realizar en la primera quincena de diciembre.

## Premios Argizaiola
En 1992 la Asociación Gerediaga creó el galardón Argizaiola para el reconocimiento a las personas e instituciones que han realizado labores relevantes en pro de la cultura y la lengua vasca. Desde el año de su creación han recogido el galardón las siguientes personas e instituciones:
Argizaiola 1992
Otorgado a Jon Bilbao por su labor de promoción de la cultura vasca.
Argizaiola 1993
Otorgado a Bernardo Estornés Lasa, historiador de renombre que desarrollo una importante labor de investigación y divulgación de la historia, la cultura, la etnografía y la lengua de Euskal Herria. Creador de la Enciclopedia General de Euskal Herria y la colección Auñamendi.
Argizaiola 1994
Otorgada a la Real Academia de la Lengua Vasca y a la Sociedad de Estudios Vascos, por su labor en la cultura y lengua vasca.
Argizaiola 1995
En 1995 se otorgó colectivamentea Koldo Larrañaga, Benito Ansola, Pío Caro Baroja, Fernando Larrukert, Néstor Basterretxea y a la Filmoteca Vasca. Se quiso reconocer la labor de todos ellos en la difusión de la cultura vasca y especialmente del cine.
Argizaiola 1996
Se otorgó a Antonio Zavala Etxebarria por su labor de recopilación de la literatura popular en euskera, en especial sobre los versolaris y el versolarismo.
Argizaiola 1997
Se otorgó a Bittor Kapanaga por su labor en la difusión y estudio del euskera.
Argizaiola 1998
Se otorgó a Juan José Agirre Begiristain creador del archivo histórico-vasco en el monasterio benedictino de Lazcano.
Argizaiola 1999
Se otorgó a José María Jimeno Jurio por su labor en el estudio de la lengua y su implantación en Navarra.
Argizaiola 2000
Se otorgó a Klaus F. A. Niebel, propulsor de la cultura vasca en Alemania, por su labor en la difusión de la lengua vasca y su cultura en el mundo.
Argizaiola 2001
Otorgado a Juan San Martín en reconocimiento de su obra literaria en lengua vasca.
Argizaiola 2002
Otorgado a la obra de la diócesis de Bilbao Labayru ikastegia en su 25 aniversario por su labor en la difusión de la cultura vasca.
Argizaiola 2003
Otorgado al periodista y político nacionalista vasco Gerardo Bujanda por su labor en la radiodifusión en euskera.
Argizaiola 2004
Otorgado al escritor y lingüista Txillardegi por su labor en torno a la unificación del euskera y su trabajo literario.
Argizaiola 2005
Otorgado a Gotzon Garate por trabajo de investigación de la lengua vasca y su contribución literaria fundamental para su normalización.
Argizaiola 2006
Otorgado a la revista en euskera Jakin en su 50 aniversario.
Argizaiola 2007
Otorgado a Maiatz Elkartea.
Argizaiola 2008
Otorgado a Juan Zelaia.
Argizaiola 2014
Otorgado a Anuntxi Arana